# The Bartenders
The Bartenders – polski zespół muzyczny założony w 2006 roku w Warszawie przez byłych muzyków związanych z zespołem deSKA, wykonujący muzykę ska, reggae, rocksteady, ska-jazz i pochodne. W swojej twórczości zespół inspiruje się klasyczną odmianą ska, którą miesza z elementami jazzu, muzyki jamajskiej, latynoskiej, funky, tworząc zarówno piosenki, jak i improwizowane utwory instrumentalne. Brzmienie kształtuje sekcja rytmiczna wzbogacona o perkusjonalia, charakterystyczna gitara rytmiczna oraz trzyosobowa sekcja dęta. 
Koncertował na wielu festiwalach muzycznych i koncertach klubowych, samodzielnie i wspierając innych wykonawców (The Slackers, The Toasters, New York Ska-Jazz Ensemble, Rotterdam Ska-Jazz Foundation, The Aggrolites, Dr. Ring-Ding, Babylove and the Van Dangos, Skankan). Zespół występował także w programach telewizyjnych (Kuba Wojewódzki Show, Pytanie na śniadanie TVP2, Jaka to melodia? TVP1) oraz radiowych (Polskie Radio RDC, Polskie Radio „Czwórka”).
W 2015 r. zespół uczestniczył jako backing band zespołu wokalnego Alibabki w koncercie „Tribute to Alibabki” z okazji 50-lecia wydania pierwszej polskiej płyty z muzyką ska (W rytmach Jamaica Ska), wspólnie z Alibabkami wystąpił także na Ostróda Reggae Festival. W 2016 roku, we współpracy z pianistką i kompozytorką Joanną Dudą, w studiu nagraniowym Radio Łódź Alibabki i Bartenders nagrali współczesne wersje piosenek z oraz wystąpili w koncercie finałowym trasy Męskie Granie w Żywcu. W 2020 r. ukazał się dwupłytowy album The Bartenders, Alibabki i Goście – Tribute To Alibabki, zawierający na pierwszej z płyt oryginalne (z 1965 r.) i współczesne wersje piosenek z płyty W rytmach Ska, a na drugiej covery piosenek z repertuaru Alibabek w wersjach ska, w których Bartendersom towarzyszyli tacy wokaliści, jak Andrzej Krzywy, Krzysztof Kasowski (K.A.S.A.), Piotr Strojnowski, Piotr „Gutek” Gutkowski, Paprodziad, Kuba Kaczmarek, Junior Stress i inni.

## Skład

### Obecny skład
- Witold Haliniak – puzon, chórki (od 2008)
- Piotr Jaros – saksofon tenorowy i barytonowy (od 2006)
- Jakub Kaczmarek – wokal (od 2014)
- Marcin Kobus – trąbka (od 2022)
- Tomasz Kuc – gitara basowa (od 2023)
- Andrzej Mikulski – instrumenty klawiszowe (2007–2012, od 2016)
- Jacek Orłow – perkusja (od 2015)
- Jakub Pajewski – gitara (od 2010)
- Dawid Somló – instrumenty perkusyjne (od 2006)

### Byli członkowie zespołu
- Janusz Rutkowski – gitara basowa (2006-2022)
- Rafał Gańko – trąbka (2006)
- Emilia Noremberg – trąbka (2007)
- Mikołaj Tabako – trąbka, chórki (2008–2021)
- Jacek Szczepanek – instrumenty klawiszowe (2006–2007)
- Jarosław Ważny – puzon (2006–2008)
- Kuba Wirus – gitara i wokal (2006–2009)
- Paweł Piecuch – gitara i wokal (2009–2010)
- Jakub „Earl Jacob” Sadowski – wokal (2010–2013)
- Marek „Afros” Gonzalez – perkusja (2006–2014)
- Beniamin Onaszkiewicz – perkusja (2009–2010)
- Bartek Szemis – realizacja dźwięku, okazjonalnie perkusja (2010–2014)
- Łukasz Bytner – instrumenty klawiszowe (2012–2016)

### Muzycy występujący okazjonalnie
- Jacek Rucz – puzon
- Bartek Tkacz – saksofony
- Cezary Pajewski – gitara
- Patryk Kraśniewski – klawisze
- Alik Dziki – realizacja dźwięku
- Radosław „Radar” Gierszewski – realizacja dźwięku
- Kuba Syguda – perkusja

## Zrealizowane przedsięwzięcia
- The Bartenders meet...
- Koalicja Sił Jamajskich[6]
- Wioska Jamajska w Parku Praskim[7]
- Tribute to Alibabki[8]

## Teledyski
- The Polecat feat. Dr. Ring-Ding(inne języki) (2011, oficjalny bootleg)[9]
- Przeżyć w tej dżungli feat. Duże Pe[10] (2013),
- On Her Side[11] (2016)
- Już Nie Twist - Alibabki i The Bartenders[12] (2016)
- Rżnij, zbrodniarzu![13] (2017)
- Tańcz i klaszcz![14] (2020)
- Kwiat jednej nocy[15] - Alibabki i The Bartenders (2021)
- Lobotomia[16] (2023)

## Festiwale
- Reggae Dub Festival, Bielawa (2007 i 2017)
- Fląder Pop Festival, Sopot (2009)
- Koalicja Sił Jamajskich gra dla Haiti, Warszawa (2010)[17][6]
- Orneta Ska Festival, Orneta (2011)
- Underground Reggaeland Festival, Płock (2011)
- Ostróda Reggae Festival, Ostróda (2012 - backing band dla Dr. Ring-Ding(inne języki), 2016[18] i 2018  - Tribute to Alibabki)
- Reggaenwalde Festival, Darłowo (2012 i 2022)
- Afryka Reggae Festival, Toruń (2013)
- This is Ska! Festival, Niemcy (2015)
- Tribute to Alibabki - 50 lat muzyki jamajskiej w Polsce, Warszawa (2015)
- Rototom Sunsplash Festival(inne języki), Hiszpania (2016)
- Męskie Granie (finał), Żywiec, (2016 - Alibabki i Reggae Goście)
- Reggae Jak Malina, Kłobuck (2016)
- Winter Reggae Festival, Gliwice (2017).
- Reggae na Piaskach, Ostrów Wielkopolski (2017)
- Cieszanów Rock Festival, Cieszanów (2017)
- Wibracje Festival[19] Serock (2017)
- Gdańsk Ska Jamboree, Gdańsk (2017, 2018 i 2022)
- Festiwal Niewinni Czarodzieje, Warszawa (2019 - projekt Wiecho-pomne Wydarzenie Artystyczne[20])
- Peru Ska Festival, Peru, (2020 - online)
- Jarasum International Jazz Festival(inne języki), Korea Płd. (2020 - online)
- Get Up! Festiwal, Bydgoszcz, (2023)[21]

## Wyróżnienia i nagrody
- The Polecat (feat. Dr. Ring-Ding(inne języki)) – Lista przebojów z charakterem, Polskie Radio RDC, I miejsce
- Nie za bardzo (feat. Anna Teliczan) – Lista przebojów z charakterem, Polskie Radio RDC, I miejsce[22], Lista przebojów UWUEMKA Radia UWM FM, I miejsce
- No ordinary love – II miejsce w konkursie Discovered by Good Time Radio w kategorii Reggae/Dancehall/Ska
- Warszawo (feat. Kuba Wirus) – III miejsce w konkursie „Szlagier dla Warszawy”

## Dyskografia

### Albumy
- Szumna Sessions (CD, Fonografika, 2013)
- Poles are movin' (CD, Zima Records, 2016)
- Poles are movin' (LP, Zima Records, 2017)
- The Bartenders, Alibabki i Goście – Tribute To Alibabki (2xCD, Instytut Rozwoju Wyobraźni i GAD Records, 2020)[5]
- The Bartenders, Alibabki – Tribute To Alibabki (LP, Instytut Rozwoju Wyobraźni i GAD Records, 2021)
- Skankin' to the Jazz (CD, For Tune, 2023)[23]

### Pozostałe wydawnictwa
- The Bartenders (CD, 2009, epka)[24]
- The Polecat (feat. Dr. Ring-Ding) (CD, 2011, singiel)
- No Ordinary Love (feat. Anna Teliczan, Earl Jacob) (CD, 2014, singiel)
- Już nie twist, Alibabki (pocztówka dźwiękowa, PR Łódź, 2016, singiel)
- Tańcz i klaszcz (EP, Bad Look Records i 6t's Club, 2020)

### Wspólnie z innymi wykonawcami
- Garaż #25 (CD, Jimmy Jazz Records, 2007)
- Free Colours #21 (CD, Zima Records, 2013)
- Polska Alternatywa (CD, HQT Music, 2013)[25]
- SkaSety.pl vol. 1 (CD, Spirit of Sosnowiec, 2021)[26]